# Varðin
Varðin  [ˈvɛaːɹɪn] ist die älteste und wichtigste Literatur- und Kulturzeitschrift der Färöer. Sie wurde 1921 gegründet und erscheint in färöischer Sprache.

## Geschichte
Varðin ist ursprünglich der Name eines Kulturvereins, der 1912 gegründet wurde und sich zunächst als Jugendbuchverlag spezialisierte. Zum Beispiel erschienen hier die ersten färöischen Kinderlieder von Hans Andrias Djurhuus. Nach 1919 wurde daraus ein allgemeiner Literaturverein. Seine gleichnamige Zeitschrift (Varðin. Føroyskt tíðarrit) erscheint seit 1921 (Jahrgang 77 kam 2010 heraus). Nahezu jeder färöische Autor hat bereits dort veröffentlicht.
Erster Redakteur von Varðin war Rikard Long von 1921-1931 und 1935-1943, der sich so als führender Literaturkritiker der Färöer einen Namen machte. 1944-1951 folgte Hans Andrias Djurhuus als Herausgeber. Der international bekannteste Herausgeber war von 1961-1970 Heðin Brú (Jg. 34–39). Unter anderem erschien hier seine Shakespeare-Übersetzung von Der Sturm. 
Gunnar Hoydal und Steinbjørn B. Jacobsen hatten von 1977 bis 1981 die Leitung inne. Schließlich wurde die Zeitschrift von 1987 bis 2013 für 25 Jahre von Poul Andreasen geführt, dessen Nachfolger für eine recht kurze Zeit Agnar Artúvertin war. 
Seit Ende 2015 ist Dorit Hansen Leiterin der ältesten färöischen Literaturzeitschrift. Sie ist die erste Frau, die diese Aufgabe übernommen hat. Im April 2016 erschien unter ihrer Federführung das erste Heft der 83. Ausgabe der Literaturzeitschrift, von der in Zukunft zwei Hefte pro Jahr erscheinen sollen. Sie kündigte gleichzeitig an, dass die Digitalisierung aller seit 1921 erschienenen gedruckten Ausgaben durchgeführt werden soll.
Varðin erscheint in Tórshavn im gleichnamigen Verlag (Felagið Varðin).